# Carandini

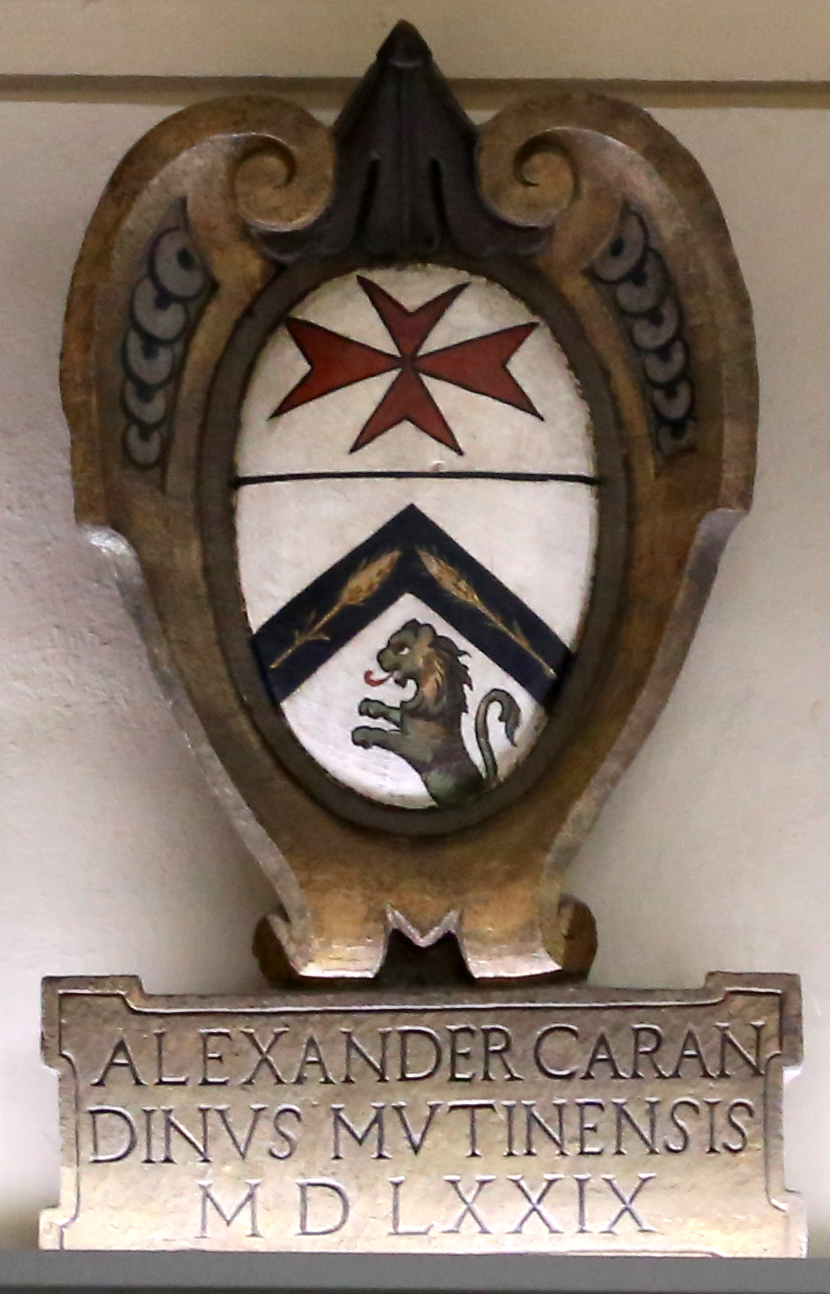
Stemma di Casa Carandini sul Palazzo della Carovana a Pisa

La Casata dei Carandini è una storica famiglia nobile di origine modenese. Derivata in origine dal casato De Risi, dal quale riprese le spighe di riso presenti nello stemma, il casato assunse il nome attuale nel corso del XV secolo, periodo in cui acquisì un ruolo di rilievo nella vita politica e civile della città di Modena. 
Nel tempo i Carandini si affermarono anche in altri centri italiani, distinguendosi per cariche pubbliche, attività diplomatiche e patrimoniali, e stringendo legami con importanti casate dell'aristocrazia italiana ed europea.

## Storia

### Origini
Le prime attestazioni della famiglia risalgono al XII secolo, quando compare con il cognome de' Risi, legato alla coltivazione del riso e raffigurato nello stemma con due spighe . 
Tra il XIII e il XIV secolo i membri della casata si inserirono tra i patrizi di Modena e tra i notabili di Bologna, stabilendo rapporti con il potere estense. 
Nel XV secolo il cognome Carandini sostituì progressivamente quello originario. Una tradizione araldica attribuisce all'imperatore Federico Barbarossa la concessione del diritto di portare le insegne imperiali .

### XV secolo
Nel XV secolo la famiglia consolidò la propria posizione nelle istituzioni civiche modenesi. Un Giovanni Carandini è attestato nel 1420 come Conservatore del Comune di Modena . 
In questo periodo la casata rafforzò i legami con la corte estense e incrementò le proprie proprietà attraverso alleanze con altri lignaggi patrizi.

### XVI secolo
Durante il XVI secolo emersero figure di rilievo. Elia Carandini (1494-1579) fu giurista e ambasciatore del Ducato di Ferrara . 
Paolo Carandini (1535-1590) svolse missioni diplomatiche presso la corte imperiale. 
Andrea Carandini partecipò alla Battaglia di Lepanto del 1571, dove trovò la morte . 
Questi esponenti documentano la presenza della famiglia tanto negli affari politici e giuridici quanto nelle vicende belliche del secolo.

### XVII secolo
Nel XVII secolo Paolo Carandini ottenne il feudo di Sarzano, con titolo marchionale per il primogenito e titolo comitale per gli altri discendenti . Nel 1694, con il matrimonio con Francesca Graziani della Pergola, la famiglia acquisì il castello, restaurato entro il 1698 .  
Nello stesso periodo si distinsero Alfonso Carandini (1567-1642), segretario del cardinale Odoardo Farnese , e Bartolomeo Carandini (1568-1612), docente universitario e letterato.

### XVIII secolo
Nel Settecento la famiglia consolidò la propria influenza anche a Roma. Fabio Carandini (1691-1770) fu conservatore della città. Claudia Carandini fu madre del cardinale Ercole Consalvi, segretario di Stato di Pio VII. 
Filippo Carandini (1729-1810) venne creato cardinale e prefetto della Congregazione del Buon Governo . Queste cariche confermano la capacità della famiglia di esprimere alti prelati e funzionari civili di rilievo.

### XIX secolo
Nel corso del XIX secolo la casata fu presente nella vita politica, giuridica e militare. Paolo Carandini (1786-1861), marchese, ricoprì la carica di conservatore di Roma; il suo nome compare sulla Fontana di piazza San Simeone e su una medaglia pontificia della sede vacante del 1829 . 
Giovanni Carandini (m. 1820), giurista, fu Presidente della Corte di Giustizia di Reggio Emilia e introdusse vitigni esotici nella viticoltura locale .  
Federico Carandini (1816-1877), marchese di Sarzano, ufficiale dello Stato maggiore sabaudo, partecipò alla prima guerra d'indipendenza italiana, insegnò topografia alla Scuola militare di Modena e pubblicò lo studio L'Assedio di Gaeta nel 1860-61 .  
Francesco Carandini (1858-1946), figlio di Federico, unì l'attività letteraria alla carriera prefettizia, svolta in varie province italiane; nel 1922 ottenne il riconoscimento del titolo di XI marchese di Sarzano .  

### Epoca recente
Nel XX secolo il conte Nicolò Carandini (1896-1972) fu ministro senza portafoglio nel 1944, primo ambasciatore italiano nel Regno Unito, presidente dell'Alitalia e dell'IATA, oltre che sostenitore del Movimento Federalista Europeo . Dal matrimonio con Elena Albertini, figlia del senatore Luigi Albertini, derivò l'unione con una delle principali famiglie del liberalismo italiano .  
Tra i discendenti si distinsero Guido Carandini (1929-2019), economista e politico, Andrea Carandini (n. 1937), archeologo e accademico, e Matteo Carandini (n. 1967), neuroscienziato con carriera internazionale .  
Il ramo australiano della famiglia si affermò con Girolamo Carandini (1803-1876), marchese di Sarzano trasferitosi in Tasmania nel 1842, e con sua moglie Marie Carandini (1826-1894), celebre cantante lirica. La loro discendente Estelle Marie Carandini (1889-1981) fu madre dell'attore Christopher Lee, che rese noto il cognome nel panorama cinematografico mondiale .  

## Personalità di spicco
- Elia Carandini (1494-1579), giurista e ambasciatore del duca di Ferrara.
- Paolo Carandini (1535-1590), governatore e ambasciatore presso la corte imperiale.
- Alfonso Carandini (1567-30 ottobre 1642), segretario del cardinale Odoardo Farnese.[18]
- Bartolomeo Carandini (1568-1612), docente universitario e letterato.
- Fabio Carandini (1691-1770), conservatore della città di Roma.
- Filippo Carandini (1729-1810), cardinale e prefetto della Congregazione del Buon Governo.
- Girolamo Carandini, politico.
- Claudia Carandini, madre del cardinale Ercole Consalvi (1757-1824).
- Paolo Carandini (1786-1861), marchese, politico che fu conservatore di Roma nel XIX secolo. Testimone della sua attività è lo stemma della famiglia riportato sulla Fontana di piazza San Simeone, in Via dei Coronari, e il suo nome riportato dalla medaglia pontificia della sede vacante del 1829[19].
- Federico Carandini (1816-1877), marchese di Sarzano, cartografo e storico. Ufficiale del corpo di stato maggiore dell'esercito sabaudo. Scrisse lo studio storico-militare "L'Assedio di Gaeta nel 1860-61".
- Francesco Carandini (1858-1946), marchese di Sarzano, storico, poeta e prefetto.
- Estelle Marie Carandini (1889-1981), madre dell'attore Christopher Lee (Sir Christopher Frank Carandini Lee).
- Nicolò Carandini (1896-1972), conte, diplomatico, imprenditore e politico.
- Guido Carandini (1929-2019), conte, saggista, economista e politico.
- Andrea Carandini (1937), conte, archeologo e accademico.
- Matteo Carandini (1967), neuroscienziato.

## Palazzi e castelli
| Immagine | Struttura                             | Località              | Costruzione | Appaltatore                                           | Note |
|          | Castello di Sarzano                   | Casina, Reggio Emilia | XIII secolo | Famiglia da Sarzano                                   | Fortificazione medievale sull'Appennino reggiano, più volte rimaneggiata nei secoli.                                      |
|          | Palazzina Carandini                   | Firenze               | XIX secolo  | Famiglia Carandini                                    | Villa urbana ottocentesca in stile neoclassico, realizzata come residenza privata.                                        |
|          | Palazzo Mengarini Albertini Carandini | Roma                  | XIX secolo  | Famiglia Mengarini                                    | Dimora romana già legata agli Albertini Carandini, nei pressi di via XXIV Maggio.                                         |
|          | Castello di Torre in Pietra           | Fiumicino             | XV secolo   | Famiglia Peretti Montalto, poi Falconieri e Carandini | Castello baronale fortificato, oggi sede di tenuta agricola.                                                              |
|          | Fattoria Carandini San Giacomo        | Formigine             | XIX secolo  | Famiglia Carandini                                    | Complesso agricolo legato alla produzione di aceto balsamico tradizionale; immagine non disponibile su Wikimedia Commons. |

## Araldica
Lo stemma della famiglia si descrive come d'argento, allo scaglione d'azzurro caricato di due spighe d'oro, accompagnato in punta da un leone coronato dello stesso e cimato al capo dall'aquila bicipite di nero, coronata d'oro. Lo scudo è accollato all'aquila imperiale, a richiamo dei rapporti con il Sacro Romano Impero .